# Liste der Botschafter der Vereinigten Staaten in Singapur
Die Liste der Botschafter der Vereinigten Staaten in Singapur bietet einen Überblick über die Leiter der US-amerikanischen diplomatischen Vertretung in Singapur seit 1966. Singapur erlangte 1963 seine Unabhängigkeit, schloss sich aber zunächst mit Malaya zum neuen Staat Malaysia zusammen. Am 9. August 1965 erfolgten der Austritt aus diesem Staat und die Ausrufung der eigenen Unabhängigkeit, woraufhin diplomatische Beziehungen zu den Vereinigten Staaten aufgenommen wurden. Im folgenden Jahr eröffneten die USA ihre Botschaft in Singapur, wobei Richard H. Donald zunächst kommissarischer Geschäftsträger war. Erster offizieller Botschafter wurde im Dezember 1966 Francis Joseph Galbraith.
| Amtszeit  | Name                              | ernannt von       |
| --------- | --------------------------------- | ----------------- |
| 1966–1969 | Francis Joseph Galbraith          | Lyndon B. Johnson |
| 1969–1971 | Charles T. Cross                  | Richard Nixon     |
| 1972–1975 | Edwin M. Cronk                    | Richard Nixon     |
| 1975–1978 | John H. Holdridge                 | Gerald Ford       |
| 1978–1980 | Richard F. Kneip                  | Jimmy Carter      |
| 1980–1984 | Harry E. T. Thayer                | Jimmy Carter      |
| 1984–1986 | J. Stapleton Roy                  | Ronald Reagan     |
| 1987–1989 | Daryl Arnold                      | Ronald Reagan     |
| 1989–1992 | Robert D. Orr                     | George Bush       |
| 1992–1993 | Jon Huntsman                      | George Bush       |
| 1993–1994 | Ralph L. Boyce, Chargé d’affaires | George Bush       |
| 1994–1998 | Timothy Chorba                    | Bill Clinton      |
| 1998–2001 | Steven J. Green                   | Bill Clinton      |
| 2001–2005 | Frank Lavin                       | George W. Bush    |
| 2005–2009 | Patricia L. Herbold               | George W. Bush    |
| 2010–2013 | David Adelman                     | Barack Obama      |
| 2013–2017 | Kirk Wagner                       | Barack Obama      |
| 2017–2019 | Stephanie Syptak-Ramnath          | Donald Trump      |
| 2019–2021 | Rafik Mansour                     | Donald Trump      |
| 2021–     | Jonathan Kaplan                   | Joe Biden         |